# Prin-Deyrançon
 Prin-Deyrançon  es una población y comuna francesa, situada en la región de Poitou-Charentes, departamento de Deux-Sèvres, en el distrito de Niort y cantón de Mauzé-sur-le-Mignon.

## Demografía
| 479 | 443 | 451 | 462 | 436 | 459 |
| Para los censos de 1962 a 1999 la población legal corresponde a la población sin duplicidades (Fuente: INSEE [Consultar]) |     |     |     |     |     |